# Bord-Saint-Georges
Bord-Saint-Georges är en kommun i departementet Creuse i regionen Nouvelle-Aquitaine i de centrala delarna av Frankrike. Kommunen ligger i kantonen Boussac som tillhör arrondissementet Guéret. År 2022 hade Bord-Saint-Georges 371 invånare.

## Befolkningsutveckling
Antalet invånare i kommunen Bord-Saint-Georges
Referens:INSEE